# سامسونگ اس‌پی‌اچ-ام۹۰۰
سامسونگ اس‌پی‌اچ-ام۹۰۰ یک‌نمونه از گوشی‌های تلفن همراه سری M شرکت سامسونگ می‌باشد  که توسط همین شرکت به بازار عرضه شده‌است.